# السباق الكبير
السباق الكبير (باليابانية: ダッシュ!四駆郎) (بالإنجليزية: Dash! Yonkuro)‏ وتنطق داش! يونكورو، مسلسل رسوم متحركة ياباني من إنتاج شركة شوغاكوكان برودكشن، عرض بتاريخ 3 أكتوبر عام 1989م، وأنتهى بتاريخ 27 مارس عام 1990م، تمت دبلجة المسلسل لللغة العربية بواسطة مركز الزهرة في أوائل التسعينات وعرض على قنوات عربية مثل قناة عجمان وقناة سبيس تون.

## أداء الأصوات
- أنجي اليوسف
- أمل حويجة
- فاطمة سعد
- علي القاسم
- مروان فرحات
- بثينة معماري
- مازن الناطور
- موفق الأحمد

## وصلة خارجية
- السباق الكبير على موقع IMDb (الإنجليزية)
- السباق الكبير على موقع قاعدة بيانات الفيلم (الإنجليزية)
- السباق الكبير على موقع ANN anime (الإنجليزية)